# Học viện Âm nhạc Franz Liszt
Học viện Âm nhạc Liszt Ferenc (tiếng Hungary: Liszt Ferenc Zeneművészeti Egyetem, thường được viết tắt là Zeneakadémia, "Học viện Liszt") là một trường đại học âm nhạc và  phòng hòa nhạc ở Budapest, Hungary, được thành lập vào ngày 14 tháng 11 năm 1875. Đây là nơi trưng bày Bộ sưu tập Liszt, trong đó có một số cuốn sách và bản thảo có giá trị do Franz Liszt dành tặng khi ông qua đời, và studio AVISO - sự hợp tác giữa chính phủ Hungary và Nhật Bản nhằm cung cấp các công cụ thu âm và đào tạo cho sinh viên. Học viện Âm nhạc Liszt Ferenc do chính Franz Liszt thành lập (được đặt theo tên của người sáng lập nó vào năm 1925), khoảng 50 năm sau, học viện được chuyển đến vị trí hiện tại ở trung tâm Budapest.

## Cơ sở vật chất
Ban đầu, Học viện được gọi là "Học viện Âm nhạc Quốc gia Hungary" hay còn được gọi là "Trường Cao đẳng Âm nhạc" trong giai đoạn từ năm 1919 đến năm 1925. Sau đó Học viện được đặt theo tên Franz Liszt - người sáng lập - vào năm 1925. Học viện được thành lập tại nhà của Liszt, và được chuyển đến một tòa nhà ba tầng có kiến trúc Tân Phục hưng do Adolf Láng thiết kế và xây dựng từ năm 1877 đến năm 1879 trên Đại lộ Andrássy ngày nay. Địa điểm đó được gọi là "Học viện Âm nhạc cũ" và được kỷ niệm bởi một tấm bia dựng lên năm 1934 do Zoltán Farkas thực hiện. Địa điểm trên đã được học viện mua lại vào những năm 1980, và bây giờ chính thức được gọi là "Trung tâm Nghiên cứu và Tưởng niệm Ferenc Liszt."
Với việc thay thế "Học viện Âm nhạc" cũ, Học viện được chuyển đến một tòa nhà được xây lên vào năm 1907 ở góc phố Király và quảng trường Liszt Ferenc. Tòa nhà trở thành trung tâm giáo dục đại học, đào tạo âm nhạc, và là phòng hòa nhạc. Tòa nhà theo phong cách Art Nouveau là một trong những tòa nhà nổi tiếng nhất ở Budapest. Tòa nhà được thiết kế bởi Flóris Korb và Kálmán Giergl theo yêu cầu của Nam tước Gyula Wlassics - Bộ trưởng Bộ Văn hóa vào thời điểm đó. Mặt tiền có bức tượng Liszt (điêu khắc bởi Alajos Stróbl). Bên trong tòa nhà được trang trí bằng các bức bích họa, gốm sứ Zsolnay và một số bức tượng (trong số đó có tượng của Béla Bartók và Frédéric Chopin). Ban đầu tòa nhà cũng có kính màu ghép do Miksa Róth thực hiện.
Các cơ sở vật chất khác thuộc sở hữu của Học viện là Trường Cao đẳng Sư phạm Budapest, tọa lạc trong Trường Âm nhạc Quốc gia cũ trên Phố Semmelweis, một trường cấp hai (Trường Trung học Âm nhạc, Chế tạo và Sửa chữa Nhạc cụ Bartók Béla), và một ký túc xá sinh viên.
Kể từ khi thành lập, Học viện đã được xem là trường đại học âm nhạc uy tín nhất tại Hungary. Một bước phát triển lớn trong lịch sử ngôi trường là sự thành lập Khoa Âm nhạc Dân gian độc lập trong thời gian gần đây. Học viện Âm nhạc Franz Liszt giống như một tượng đài sống thể hiện quá trình phát triển âm nhạc không ngừng của đất nước Hungary, cũng như quá khứ âm nhạc của đất nước.  Chủ tịch (hiệu trưởng) là Andrea Vigh.

## Tên khác
- Liszt Ferenc Zeneművészeti Egyptetem (2007–)
- Liszt Ferenc Zeneművészeti Főiskola egyetemi ranggal (2000–2007)
- Liszt Ferenc Zeneművészeti Főiskola (1925–2000)
- Országos Magyar Zeneművészeti Főiskola (1918–1925)
- Országos Magyar Királyi Zeneakadémia (1893–1918)
- Országos Magyar Királyi Zene- és Színművészeti Akadémia (1887–1893)
- Országos Magyar Királyi Zeneakadémia (1875–1887)